# Син-Накано (станция)
Станция Син-Накано (яп. 新中野駅 син накано эки) — железнодорожная станция на линии Маруноути, расположенная в специальном районе Накано в Токио. Станция обозначена номером M-05. Была открыта 8 февраля 1961 года. На станции установлены автоматические платформенные ворота.

## Планировка станции
Две платформы бокового и два пути.
| 1 | ○ Линия Маруноути | Огикубо                     |
| 2 | ○ Линия Маруноути | Синдзюку, Гиндза, Икэбукуро |

## Близлежащие станции
| «              |  | Линия           |  | »             |
| -------------- |  | --------------- |  | ------------- |
| Хигаси-Коэндзи |  | Линия Маруноути |  | Накано-Сакауэ |